# Mediocris
Mediocris är en molnart som förkortas med. Moln av arten mediocris har måttlig vertikal utsträckning. Topparna har tämligen små utväxter, vilket kan ge molnet viss blomkålslikhet. Arten förekommer endast hos huvudmolnslaget Cumulus. 

## Cumulus mediocris
Förkortning Cu med. Ett cumulus mediocris är ungefär lika brett som det är högt. Molnen bildas ur platta cumulus, cumulus humilis, och kan utvecklas till cumulus congestus som har en starkt uppåtväxande form. Cumulus mediocris ger ingen nederbörd.